# حاوی دی
حاوی دی (انگلیسی: Howie Day؛ زادهٔ ۱۵ ژانویهٔ ۱۹۸۱) موسیقی‌دان اهل ایالات متحده آمریکا است. او از سال ۱۹۹۸ میلادی تاکنون مشغول فعالیت بوده‌است.